# Philippa Ngaju Makobore
Philippa Ngaju Makobore là một kỹ sư điện người Uganda. Cô là người đứng đầu bộ phận thiết bị tại Viện nghiên cứu công nghiệp Uganda (UIRI).

## Tuổi thơ và giáo dục ban đầu
Makobore học tại trường trung học Gayaza nhưng tốt nghiệp một trường trung học ở Canada. Năm 2008, cô có bằng Cử nhân Khoa học về kỹ thuật điện của Khoa Kỹ thuật thuộc Đại học Alberta ở Edmonton, Canada. Cô cũng đã có được chứng chỉ chuyên nghiệp về kỹ thuật hệ thống nhúng từ Đại học California, Irvine, Hoa Kỳ.

## Nghề nghiệp
Từ năm 2009 đến 2010, Makobore là kỹ sư viễn thông thực tập tại Tập đoàn MTN. Sau đó cô làm kỹ sư bán hàng.
Đầu năm 2011, cô gia nhập UIRI và sau đó trở thành người đứng đầu bộ phận thiết bị của công ty. Bộ phận này thường xuyên được mời thuyết trình bằng miệng tại các hội nghị kỹ thuật y tế, bao gồm Hội nghị Kỹ thuật Y học và Sinh học Canada, Hội nghị Kỹ thuật Y sinh và Vật lý Y tế Thế giới, và Viện Kỹ sư Điện và Điện tử. Cô từng là chủ tịch phiên theo dõi các thiết bị y tế tại Đại hội Thế giới. Tại UIRI, Makobore tập trung vào thiết kế và phát triển các ứng dụng điện tử. Nhóm của cô làm việc về các dự án chăm sóc sức khỏe, nông nghiệp và năng lượng. Một số dự án này đã giành được giải thưởng trong nước và quốc tế. Tại UIRI, cô cũng đã xây dựng mối quan hệ đối tác với Đại học Columbia ở thành phố New York, Đại học Makerere ở Kampala, Đại học Addis Ababa và Đại học Khoa học và Công nghệ Mbarara.
Năm 2017, Makobore đã tham gia Giải thưởng sáng tạo dành cho châu Phi với bộ truyền thức ăn hấp dẫn được điều khiển bằng điện tử (ECGF). ECGF đã giành giải nhì (25.000 đô la Mỹ) trong cuộc thi này. Ở Đông Phi, hơn 10 phần trăm trẻ em nhập viện cần điều trị truyền tĩnh mạch. Truyền dịch quá mức ở trẻ em làm tăng nguy cơ tử vong tuyệt đối thêm 3,3% sau 48 giờ. ECGF kiểm soát tốc độ dòng chảy của dịch truyền tĩnh mạch để hạn chế việc trên.

## Giải thưởng
- 2016: Giải thưởng Sáng tạo hạng nhất tại Hội nghị thượng đỉnh về an toàn, khoa học và công nghệ thế giới năm 2016 [11]
- 2017: Giải thưởng Sáng tạo thứ hai cho Châu Phi [12]